# Cristal do Sul
Cristal do Sul är en kommun i Brasilien.   Den ligger i delstaten Rio Grande do Sul, i den södra delen av landet, 1 400 km söder om huvudstaden Brasília. Antalet invånare är 2 826.
Omgivningarna runt Cristal do Sul är en mosaik av jordbruksmark och naturlig växtlighet. Runt Cristal do Sul är det ganska glesbefolkat, med 39 invånare per kvadratkilometer.